# Leptaulax palawanicus
Leptaulax palawanicus is een keversoort uit de familie Passalidae. De wetenschappelijke naam van de soort is voor het eerst geldig gepubliceerd in 1905 door Zang.